# Żwaków
Żwaków – dzielnica Tychów położona w południowo-zachodniej części miasta.
Od południa i zachodu Żwaków otoczony jest Lasami Kobiórskimi, częścią dawnej Puszczy Pszczyńskiej, od wschodu graniczy z dzielnicą ważny trakt komunikacyjny – al. Bielska.
Dawniej, przed rozpoczętą w 1950 r. wielką rozbudową miasta Tychy, Żwaków był oddzielony od Tychów pasem pól i bagien (obecna dzielnica Glinka). Po rozpoczęciu budowy Nowe Tychy wchłonęły wszystkie okoliczne wsie i przysiółki (oprócz Żwakowa między innymi Czułów i Paprocany).
Zabudowa dzielnicy mieszana, w pobliżu lasu przeważają domy jednorodzinne. Oprócz tego na terenie Żwakowa znajdują się trzy osiedla mieszkalne: „R-1”, „L” i Sosnowe, które powstało na terenach niedokończonego osiedla dla pracowników zakładów FSM.
Znajduje się tutaj także przepompownia ścieków, kościół Ducha Świętego (obiekt wpisano do rejestru zabytków - nr rej. A/589/2019 z 18 grudnia 2019), Szkoła Podstawowa nr 10 wraz z Gimnazjum nr 3 (najstarsza część szkoły pochodzi sprzed II wojny światowej i reprezentuje jeden z nielicznych przykładów w Tychach budynku użyteczności publicznej w manierze modernizmu okresu międzywojennego), Przedszkole nr 1 i stacja kolejowa Tychy Żwaków.
Komunikację zapewniają linie ZTM: 271, Sz, 2, 128, 254, H.